# محمد عنيبة الحمري
محمد عنيبة الحمري (1946 - 25 ديسمبر 2024)، هو شاعر مغربي. ويعد الحمري من أهم شعراء المغرب المعاصرين. وهو، كما يقول عنه الناقد نجيب العوفي، "شاعر سبعيني عريق، يقف في الرَعيل الأول من الشعراء السبعينيين البواسل، الذين تحنَكوا بين مطرقة وسندان وطلعوا مع لظى سنوات الجمر والرصاص، وانخرطوا بشعرهم في المَعْمَعان".

## حياته
ولد عام 1946 بمدينة الدار البيضاء، حيث تابع دراسته الإعدادية والثانوية بمؤسسة مولاي إدريس الأزهر، ثم التحق بكلية الآداب والعلوم الإنسانية بفاس حيث حصل على إجازة في الأدب العربي سنة 1969، كما حاز على شهادة الدروس المعمقة سنة 1975. واشتغل بالتعليم الثانوي بالدار البيضاء. وفي سنة 1970، التحق باتحاد كتاب المغرب، وصدرت له نصوص شعرية بمجموعة من الصحف والمجلات المغربية والعربية.

## من مؤلفاته
من أبرز أعماله:
- "الحب مهزلة القرون" (1968).
- "الشوق للإبحار" (1973).
- "مرثية للمصلوبين" (1977).
- "داء الأحبة" (1987).
- "رعشات المكان" (1996).
- "سم هذا البياض" (2000).
- "تحتفي بنجيع القصيد" (2020).

كما أن له كتابات في الشعر والأدب، بينها
- "في الإيقاع الشعري دراسة عروضية" (2002).
- "إعدام الشعراء" (2020).
- "حين يخطئ الموت طريقه (2020).

## وفاته
توفي يوم الأربعاء 25 ديسمبر 2024،في إحدى مصحات الدار البيضاء، بعد معاناة مع مرض عضال.